# Ключ 14
Ключ 14 (трад. и упр. 冖) — ключ Канси со значением «покрытие»; один из 34, состоящих из двух штрихов.

## Описание

Техника написания

Вид в Цзягувэнь

Вид в Цзиньвэнь

Вид в малой печати Чжуаньшу

В словаре Канси есть 30 символов (из 49 030), которые можно найти c этим радикалом.

## История
Древняя идеограмма стала прообразом современного иероглифа «покрытие, крышка, покрывало, покрышка».
В качестве ключевого знака иероглиф используется сравнительно редко.
В словарях находится под номером 14.

## Значение
1. Покрытие
2. Крышка, покрывало, покрышка.
3. Покрытие предметов.

## Варианты прочтения
- кит. 冖, пиньинь mì, ми.
- яп. みゃく, myaku, мяку; яп. べき, beki, беки; яп. わかんむり, wakanmuri, ваканмури;
- кор. 덮을 deopeul, дёпыль?, 멱 myeok, мьёк?.

## Примеры иероглифов
| Доп. штрихи | Иероглифы                  |
| ----------- | -------------------------- |
| 0           | 冖                         |
| 2           | 㓀 㓁 冗 冘                |
| 3           | 冚                         |
| 5           | 冝                         |
| 6           | 冞                         |
| 7           | 㓂 冠 冟 𠖈                |
| 8           | 冤 冡 冢 冣 冤 冥 冦 冧 𠖎 |
| 9           | 冨                         |
| 10          | 㓃 𠖘                      |
| 12          | 冩 𠖝                      |
| 13          | 㓄                         |
| 14          | 冪                         |
| 16          | 𠖤 𠖥                      |
| 18          | 𠖨                         |

- Примечание: Ваш браузер может отображать иероглифы неправильно.